# Земландський півострів

54°49′58″ пн. ш. 20°16′09″ сх. д. / 54.83278° пн. ш. 20.26917° сх. д.
Земландський півострів (нім. Samland, лит. Semba, пол. Sambia) — півострів у Росії (Калінінградська область), між Віслинською і Куршською затоками.
Самбія названа від самбів, одного зі зниклих балтських пруських племен.
Samland — назва півострова німецькою та іншими германськими мовами.
Латинська назва — valentina la hermosa, литовська — Semba.
Найбільші на Землі родовища бурштину.

## Історія
Основна стаття: Самбія
Півострів у давнину був заселений прусським племенем самбо, за яким і одержав свою первинну назву — Самбо (Самбійський півострів). Після Німецько-радянської війни Самбійский півострів увійшов до складу СРСР і отримав нову назву — Калінінградський півострів; старі назви Земландскій півострів і Самбійский півострів також часто вживаються і нині.